# Старий і мімоза
Старий і мімоза — український короткометражний художній фільм Андрія Мриги.

## Про фільм
Фільм розповідає про людяність, благородство, велике кохання, доброту, співчуття і любов до ближнього. Робота над фільмом розпочалася у 2016 році. 
Місцями зйомки були вулиці Валова і Патріарха Мстислава біля церква Різдва Христового, де зазвичай продають квіти.
Соціальний ролик «Людина починається з тебе» з фільму презентували літом 2016 року.
Предпоказ режисерської версії фільму відбувся 8 березня 2017 року в тернопільському «Палаці Кіно» в рамках акції «КіноСереда». 
Виробництво фільму було завершено у 2018 році. 

## Сюжет
Головний герой іде у вечірній час вулицею Валовою і розминається з молодим чоловіком. Пройшовши кілька метрів у протилежному напрямку, вони раптово зупиняються, оглядаються і кілька секунд пронизливо дивляться один на одного — початок і закінчення. Старий чоловік хоче привітати з 8 березня важкохвору дружину і на останні гроші збирається купити їй гілочку мімози. Але продавчині квітів сприймає його за жебрака і зверхньо з ним поводиться, відламуючи найменшу гілочку. Схвильований старий плаче від гіркоти й приниження. Раптом з'являється молодий чоловік, який купує цілий букет квітів, а також торт і пляшку вина, щоб засмучений старий зміг достойно привітати свою дружину. Хвора жінка здивовано усміхається, коли бачить букет мімози в руках коханого.

## Актори
- Михайло Безпалько — Старий,
- Віра Самчук — його Дружина,
- Євген Лацік — Молодий чоловік,
- Ірина Складан — Квітникарка,
- Маргарита Василишин — Дружина Молодого чоловіка,
- Юлія Небесна,
- Софія Капуш та інші

## Знімальна група
- Автор сценарію: Андрій Мрига,
- Режисер: Андрій Мрига,
- Продюсер: Анатолій Осадчий,
- Оператор: Іван Заставецький.

## Музика
У фільмі звучать пісні гуртів СКАЙ, «Тріода», «КОЖЕН ДЕНЬ».